# 安澜会馆 (宁波)
29°52′28.08″N 121°33′31.04″E / 29.8744667°N 121.5586222°E

庆安会馆（左）與安瀾會館（右）

安澜会馆，又称南号会馆，位于中华人民共和国浙江省宁波市鄞州区江东北路156号，庆安会馆南侧，清朝建筑，由甬埠南洋舶商创建于道光六年（1826年），建筑坐东朝西，由宫门、前戏台、大殿、后戏台和后殿组成，是祭祀妈祖的殿堂和行业聚会的场所，建筑原位于庆安会馆北侧，后迁建于南侧，2023年9月1日公布为宁波市文物保护单位。